# Pío Baroja
Pío Baroja y Nessi (San Sebastián, 28 de diciembre de 1872-Madrid, 30 de octubre de 1956) fue un escritor español de la generación del 98. Baroja, que se doctoró en medicina, terminó abandonando dicha profesión en favor de la literatura, actividad en la que cultivó la novela y, en mucha menor medida, el teatro. En su obra, en la que con frecuencia deja traslucir una actitud pesimista, dejó plasmado su individualismo. Su pensamiento político, no exento de ambigüedades, transitó por las simpatías por el anarquismo de su juventud, la oposición a la Segunda República y la defensa de una dictadura militar, no abandonando nunca su anticlericalismo.

## Biografía

### Familia
Fue nieto del impresor y editor Pío Baroja, e hijo de José Mauricio Serafín Baroja Zornoza y de Andrea Carmen Francisca Nessi Goñi, española de padre italiano. Fue hermano de los escritores Carmen Baroja y Ricardo Baroja y tío del antropólogo, historiador, lingüista, folklorista y ensayista Julio Caro Baroja y del director de cine y televisión y guionista Pío Caro Baroja. Tío abuelo de 
Carmen y Pío Caro-Baroja Jaureguialzo, este último encontró y publicó una novela de su tío abuelo, Los caprichos de la suerte, 65 años después de su muerte.
Pío Baroja creció en el seno de una familia acomodada de San Sebastián, relacionada con el periodismo y los negocios de imprenta. Su bisabuelo paterno, el alavés Rafael Baroja, fue un boticario que se fue a vivir a Oyarzun e imprimió el periódico La Papeleta de Oyarzun y otros textos (proclamas, bandos, cartillas y ordenanzas de franceses y españoles) durante la Guerra de la Independencia. Allí se casó con la hermana de otro farmacéutico apellidado Arrieta y, ayudado por sus hijos, trasladó la imprenta a San Sebastián y editó además El Liberal Guipuzcoano y algunos números de La Gaceta de Bayona que dirigía el famoso periodista y escritor Sebastián de Miñano desde Francia.
Su abuelo paterno del mismo nombre, Pío Baroja, aparte de ayudar a su padre a editar en San Sebastián el periódico El Liberal Guipuzcoano (1820-1823) durante el Trienio Liberal, imprimió la Historia de la Revolución francesa de Thiers en doce tomos con traducción del citado Sebastián de Miñano y Bedoya. Él y su hermano Ignacio Ramón continuaron con el negocio de imprenta y un hijo de este último, Ricardo, tío del novelista, será, con el tiempo, editor y factótum del periódico donostiarra El Urumea.
La madre de Pío Baroja, Andrea Carmen Francisca Nessi Goñi, nació en Madrid (1849) y descendía de una familia italiana lombarda originaria de la ciudad de Como, a orillas del lago del mismo nombre, los Nessi, a la que el escritor debe su segundo apellido. Debido a la repentina muerte de su padre, la madre marchó a educarlo a San Sebastián con el tío-abuelo Justo Goñi, y esta rama materna de los Goñi estaba vinculada a la navegación, algo que influyó en la narrativa posterior de Baroja, por ejemplo en su segunda tetralogía novelística, El mar.
El padre, José Mauricio Serafín Baroja Zornoza, fue un ingeniero de minas al servicio del Estado; hombre inquieto y de ideas liberales, ejerció ocasionalmente el periodismo y su posición de ingeniero de minas condujo a su familia a constantes cambios de residencia por toda España. Su primer apellido paterno, Baroja, procede del nombre de la aldea alavesa homónima (citada como Barolha en 1025, y situada en el actual municipio de Peñacerrada), de etimología incierta, aunque puede contener el elemento eusquérico ol(h)a 'cabaña', 'chabola'. En sus Memorias, el propio don Pío aventura una posible etimología del apellido, según la cual «Baroja» sería una aféresis de ibar hotza, que en euskera significa 'valle frío' o 'río frío'. Aunque también podría tratarse de una contracción del apellido castellano Bar(barr)oja.
Baroja fue el tercero de cuatro hermanos: Darío, que nació en Riotinto y murió, joven aún, en 1894 de tisis; Ricardo, que sería en el futuro también escritor y un importante grabador, conocido sobre todo por sus espléndidos aguafuertes, y Pío, el hermano menor, que dejaría la profesión de médico por la de novelista hacia 1896. Ya muy separada de ellos temporalmente, nació la última hermana: Carmen, que habría de ser la inseparable compañera del novelista y la mujer del futuro editor de su hermano, Rafael Caro Raggio, ocasional escritora también. Es posible que naciera un quinto hermano, César, y que falleciera a muy temprana edad. La relación estrecha con sus hermanos se mantuvo hasta el final de sus días.

### Infancia

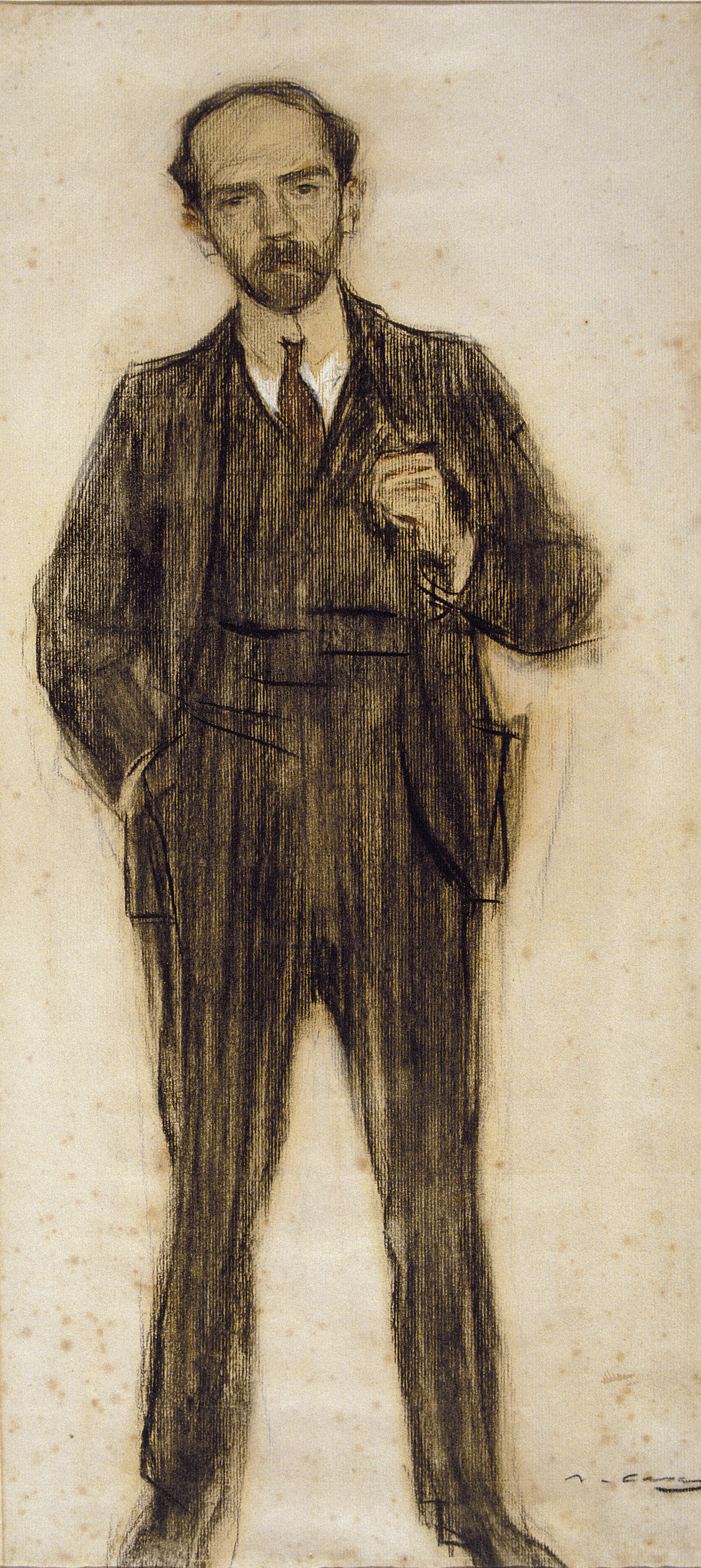
Retrato de Baroja realizado por Ramón Casas, se trata de un dibujo al carboncillo y pastel (ca. 1904) en su periodo inicial como escritor.

Baroja nace en la ciudad de San Sebastián el 28 de diciembre de 1872 (día de los Santos Inocentes) en el número seis de la calle de Oquendo. Era la casa que construyó su abuela paterna Concepción Zornoza. Era el tercero de tres hermanos, Darío, que le llevaba tres años y Ricardo, que le llevaba dos. A causa del bombardeo de San Sebastián por el sitio que habían levantado en torno a ellos los carlistas (descrito por Miguel de Unamuno en su novela Paz en la guerra), la familia cambió de domicilio a un chalet del paseo de la Concha. Pero en 1879 se trasladaron todos a Madrid cuando Baroja contaba apenas siete años, a la calle Fuencarral y cerca de la era del Mico, entre la glorieta de Bilbao y la de Quevedo, espacio que marcó su infancia madrileña. El padre trabajaba en el Instituto Geográfico y Estadístico de Madrid y en un par de años volvió a cambiar de domicilio a la vecina calle de Espíritu Santo. Baroja pudo contemplar durante este periodo a los personajes madrileños de la época: los aguadores de origen asturiano, los soldados que llenaban las calles procedentes de la guerra de Cuba, las porteras, viajeros diversos...
El padre frecuentaba por aquel entonces las tertulias de café que proliferaban alrededor de la Puerta del Sol y algunos de los escritores y poetas de la época fueron invitados a la casa de la calle del Espíritu Santo. Pero un nuevo destino del padre obligó a la familia a trasladarse a Pamplona, en Navarra. Baroja y Ricardo tuvieron que acomodarse a un nuevo Instituto; Darío, el mayor, acusó menos los cambios. Ricardo comenzó entonces a mostrar interés por la pintura y Pío se transformó en un lector voraz no ya de la literatura contemporánea, sino de folletines y clásicos juveniles como Robert Louis Stevenson, Julio Verne, Thomas Mayne-Reid y Daniel Defoe. En 1884 nace su hermana menor Carmen, cuando Pío tenía ya doce años. El hecho es importante: Baroja señaló que su «fondo sentimental» se formó entre los doce y los veintidós años. Una mujer entre tres chicos mayores. Ciertamente, el periodo pamplonica dejó huella en él porque el abuelo Justo Goñi abrió una fonda en el piso del mismo edificio donde vivía la familia, de forma que pudo ver pasar por el local a toreros, compañías de títeres, cantantes, escritores... Un abigarrado y heterogéneo paisaje humano que recuerda a las superpobladas novelas que llegará a escribir. El ambiente de Pamplona de final de siglo XIX dio abundantes aventuras a los componentes de la familia Baroja, así como a la adolescencia de Pío.
El gusto de Serafín por la itinerancia lo llevó de nuevo a aceptar un puesto en Bilbao, pero el grueso de la familia regresó de nuevo a Madrid en 1886 por intercesión de la madre, cansada de tanta mudanza. El argumento materno expuesto fue que los hijos podrían desarrollar allí sus futuros estudios universitarios en la capital. Serafín, el padre, visitaría periódicamente Madrid para ver a su familia y San Sebastián para cultivar las amistades de la infancia. En esta segunda etapa madrileña la familia residía en un caserón propiedad de doña Juana Nessi, esposa del empresario aragonés Matías Lacasa, en la calle Misericordia, junto al Monasterio de las Descalzas Reales que fuera «mansión de capellanes». La calle donde residían gracias a la hospitalidad de Juana Nessi poseía solo un único número y se encontraba próxima a la Puerta del Sol y al hoy desaparecido Teatro de Capellanes (también llamado Teatro Cómico) y el Hospital de la Misericordia. La vivienda madrileña de los Baroja se encontraba en este periodo justo en medio de la pujante sociedad madrileña de finales del siglo XIX. Baroja regresaría a esta casa de la calle Capellanes años después, en su etapa prolífica de escritor.
Darío y Pío comenzaron a ir a una academia preparatoria para el ingreso en la Escuela Politécnica recién fundada. Baroja acabó el bachillerato en el Instituto San Isidro, donde conoció a Pedro Riudavets, con el que mantuvo largas conversaciones que Pío incluyó posteriormente en Las aventuras de Silvestre Paradox. Tras presentarse al examen de bachillerato, Pío decidió estudiar la carrera de medicina iniciando el preparatorio correspondiente. Hasta el último instante estuvo indeciso si estudiar la carrera de medicina o la de farmacia. En los exámenes finales aprobó todas las asignaturas, excepto química.
Durante los veranos, para escapar del calor de Madrid, la familia solía reunirse en San Sebastián y Baroja consiguió aprobar en septiembre la asignatura que le faltaba para ingresar en la facultad. La familia se trasladó a la calle de Atocha, cerca del Colegio de Cirugía de San Carlos cuando al padre le notificaron el traslado a Madrid de nuevo. En este periodo Pío comenzó a asistir a las tertulias de los cafés y a llevar una cierta vida social reuniéndose con escritores y artistas en casa de su amigo Carlos Venero. Este ambiente logró excitar la esencia escritora de Baroja. Algunas de estas amistades serían los futuros compañeros de la facultad de San Carlos.

### Formación académica

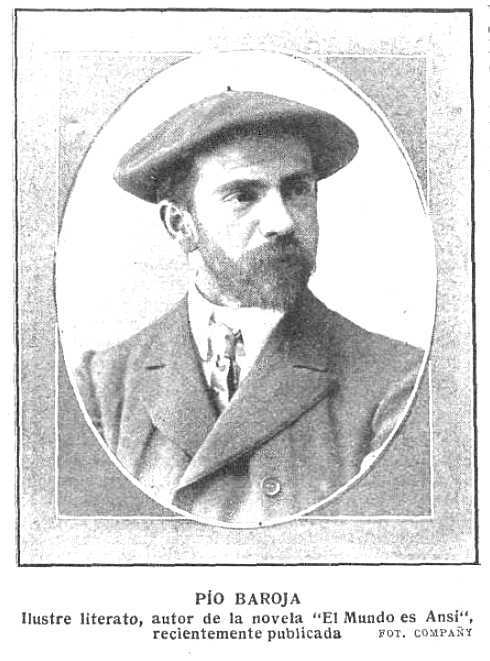

Como estudiante de medicina no destacó, más por falta de interés que de talento, y ya por entonces se le apreció un carácter hipercrítico y descontentadizo; ninguna profesión le atraía, solamente escribir no le disgustaba. Durante su periodo de prácticas en el Hospital de San Juan de Dios, el de San Carlos y en el General, descubrió su indiferencia por la profesión sanitaria. Es en este periodo de estudios cuando comienza a escribir relatos cortos. Las reuniones en casa de Carlos Venero incitan sus primeros escritos y empieza a esbozar dos de sus futuras novelas: Camino de perfección y Las aventuras de Silvestre Paradox.
En el cuarto año de la carrera tuvo como profesores en San Carlos a José de Letamendi y Benito Hernando y Espinosa y tuvo la mala suerte de no caer bien a ninguno. Los encontronazos públicos en las clases fueron frecuentes y ambos profesores se dedicaron a entorpecer su carrera. De estos problemas y de la decadente vida universitaria madrileña entonces ofrecerá un pintoresco panorama Pío Baroja en los primeros capítulos de su, en parte, autobiográfica novela El árbol de la ciencia. En estas ofrecieron al padre un cargo en Valencia que de nuevo obligó a toda la familia a trasladarse. Sin embargo, los hermanos pudieron continuar sus carreras en la nueva ciudad, aun cuando Baroja abandonó Madrid con el ánimo por los suelos por los encontronazos con los dos profesores. Primeramente se establecieron en la calle Cirilo Amorós, algo distante del centro de Valencia, lo que solucionaron con una nueva mudanza a la estrecha calle de Navellós aledaña a la mismísima Catedral. Por desgracia, Darío empezó a mostrar síntomas de tuberculosis, algo que provoca la consternación de toda la familia y afectó profundamente al escritor, como refleja en su novela El árbol de la ciencia, en que Darío aparece bajo el nombre del tísico hermano del protagonista Andrés Hurtado, Luisito.
Pío continuó los estudios de medicina en Valencia, pero uno de sus profesores de este nuevo periodo Enrique Slocker de la Rosa, discípulo de Letamendi, lo suspendió en la asignatura de Patología General. Pío acude frecuentemente al Hospital General Universitario y centra su trabajo en concluir los estudios lo antes posible. Sin embargo, aunque aprobó las asignaturas teóricas, los catedráticos lo increparon irónicamente en los exámenes por su poca dedicación a la praxis. Se licenció, al fin, en Valencia, pero marchó a Madrid para doctorarse por el medio más rápido posible. Durante este periodo inicia su carrera periodística escribiendo artículos en La Unión Liberal (1.ª fase 1889-1890) de San Sebastián, así como en algunos periódicos madrileños como La Justicia. Su hermano Darío fallece durante las fiestas navideñas de 1894 y la melancolía y la pena hicieron a la familia trasladarse a una casa en Burjasot para escapar de la ciudad, vivienda que describiría posteriormente Pío en El árbol de la ciencia.
Baroja se centra en el doctorado con el objeto de no prolongar sus estudios y finalmente presenta en 1896 el título de su tesis: El dolor, estudio de psicofísica. La tesis fue defendida ante un tribunal de profesores de San Carlos. Regresa a Valencia y allí se entera de una vacante de médico rural en Cestona en Guipúzcoa. Aunque en sus memorias Baroja asegura haber sido el único pretendiente, los registros del Ayuntamiento indican que hubo otro candidato llamado Diego. El conocimiento del vascuence fue un requisito necesario que pudo influir en la decisión.
Baroja comenzó a ejercer la medicina como médico de espuela. Su hermana Carmen y la madre se trasladan a Cestona cuando Baroja se instala en un caserón. Allí Baroja se traslada a los caseríos en auriga, sin apenas descanso. La vida de doctor rural era penosa y muy mal remunerada. Un suceso le cambiará la vida: a su padre le nombran Jefe de Minas de la provincia de Guipúzcoa, con residencia en San Sebastián. Baroja abandonó la plaza de Cestona definitivamente, dejando una reputación (con razón/o no) de persona problemática. Tuvo alguna diferencia de criterio con el médico viejo, con el alcalde, con el párroco y con el sector católico del pueblo, que le acusaba de trabajar los domingos en su jardín y de no ir a misa, pues, en efecto, era agnóstico; nunca simpatizó con la Iglesia desde su misma niñez, como cuenta en una de sus autobiografías, Juventud, egolatría. Tras un año escaso de actividad médica, Baroja logra plaza en Zarauz, pero finalmente abandona.

### Carrera literaria

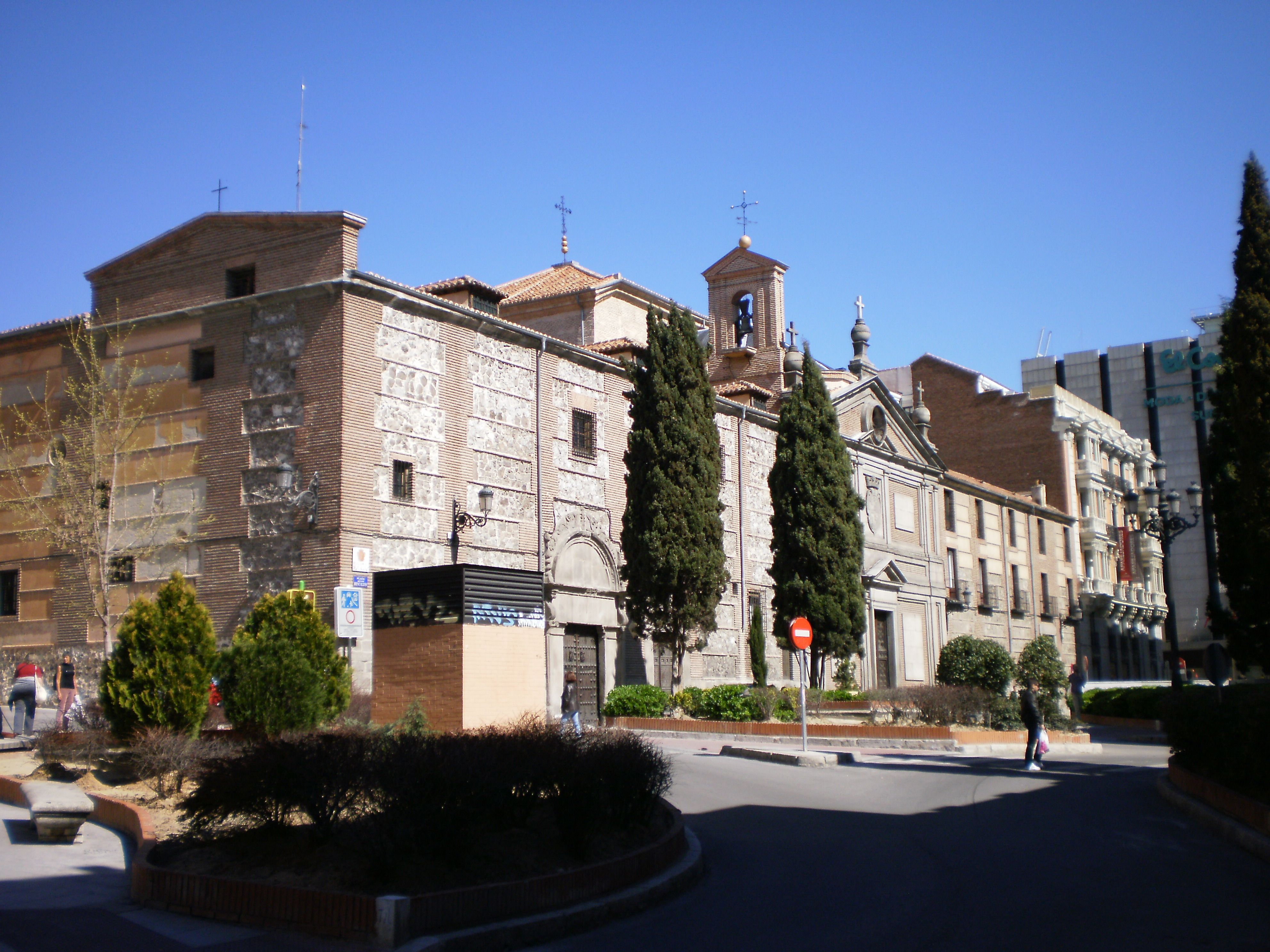
El Monasterio de las Descalzas en Madrid (izquierda), la calle de Capellanes (derecha) donde pasó Pío Baroja parte de su juventud. En la actualidad esta calle se denomina de la Misericordia.

Tras su experiencia interrumpida como médico rural decide regresar a la bulliciosa Madrid; su hermano Ricardo dirigía una panadería (Viena Capellanes) que su tía materna Juana Nessi les había legado tras la muerte de su marido y Ricardo le había escrito desde Madrid que estaba harto y quería dejar el negocio. Baroja decidió encargarse él mismo de regentar la tahona cercana al monasterio de las Descalzas Reales, antigua casa de la familia (cerca de la plaza de Celenque). Sobre esta situación laboral de Baroja gastaron bromas que le agradaban poco: «Es un escritor de mucha miga, Baroja» — dijo de él Rubén Darío a un periodista. A lo cual respondió el escritor: «También Darío es escritor de mucha pluma: se nota que es indio».
Instalado en Madrid, empezó a colaborar en periódicos y revistas, simpatizando con las doctrinas sociales anarquistas, pero sin militar abiertamente en ninguna. Al igual que su contemporáneo Miguel de Unamuno, abominó del nacionalismo vasco, contra el que escribió su sátira Momentum catastrophicum.
La intervención de Baroja en la panadería de Viena Capellanes atrajo los odios de los familiares de Matías Lacasa. A esto se añadieron los problemas con los trabajadores de la panadería, la lucha con el gremio. Todo este ambiente hizo que dedicarse a la panadería no fuera de los negocios más felices de Baroja. A pesar de todo, conoce durante este periodo de la panadería, trabajando en el obrador, a los personajes curiosos que nutrirían algunas de sus novelas (Silvestre Paradox, y la trilogía La lucha por la vida). Eran épocas en la que se encontraban en la calle noticias de la guerra hispano-estadounidense, algo que desataba pasiones encontradas. Baroja lee ávidamente en las largas horas en el mostrador. Durante los meses de verano, Pío se iba a ver las obras de teatro que se representaban en los jardines del parque del Retiro de Madrid. Una vez su madre y la hermana Carmen regresan de nuevo a vera de Baroja en Madrid, al poco de su regreso, la tía Juana Nessi fallece. Los Baroja se instalan en la casa y cierran definitivamente la panadería de Capellanes. Esta estancia en Madrid coincide con el auge del modernismo y con una bohemia literaria más o menos pintoresca.
La afición por la literatura que le surgió en su adolescencia se ve incrementada ahora en las largas estancias tras el mostrador de la panadería, en las que lee con avidez filosofía alemana, desde Immanuel Kant a Arthur Schopenhauer, decantándose finalmente por el pesimismo de este último. Su culto amigo suizo, el traductor e hispanista Paul Schmitz, lo introduciría más tarde en la filosofía de Nietzsche. Baroja fue así acercándose cada vez más al mundillo literario. Estrechó una especial amistad con el anarquista José Martínez Ruiz, más conocido como Azorín. De igual manera cultivó la amistad de Maeztu. Con él y Azorín formaron durante un breve período el Grupo de los Tres. En 1898, el animador de círculos literarios, Luis Ruiz Contreras, lo visita repetidas veces para que escriba en Revista Nueva, de la que Baroja, tras escribir algunos artículos, acaba renegando.

#### Periodo de viajes

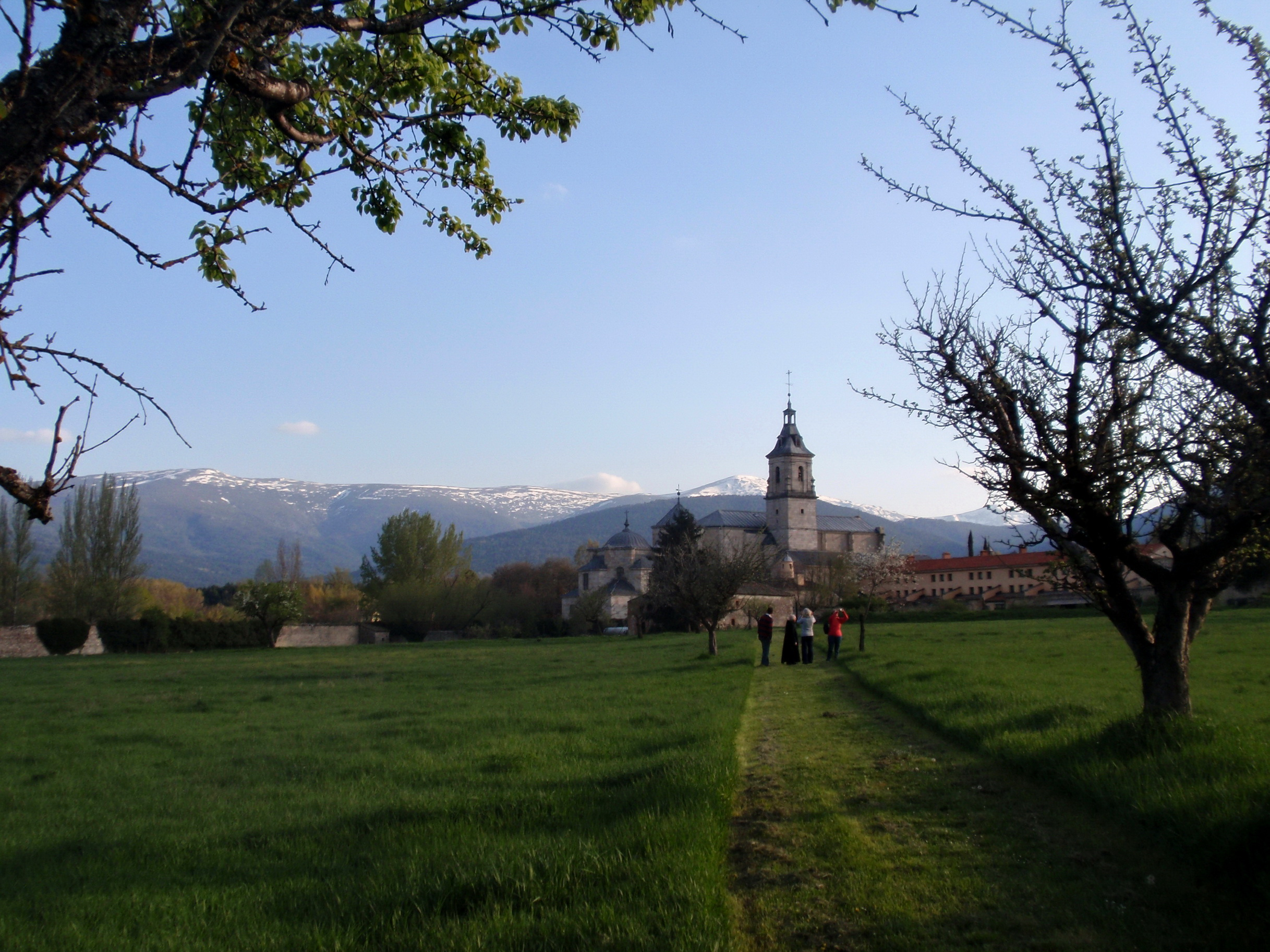
Monasterio del Paular, lugar donde Baroja toma contacto con Nietzsche. Las excursiones al entorno de este paraje fueron habituales en su periodo de bohemia.

En 1899 realizó Baroja el primero de sus numerosos viajes por Europa. Fue a París, llevando en el equipaje ideas para una primera novela. Allí presenció la vida, costumbres y alborotos de los franceses. Asiste a la vida nocturna de los cabarés y vive apasionadamente los sucesos del caso Dreyfus. Frecuenta además a los hermanos Machado, en especial a Antonio. Su figura se define ya con los rasgos con que se la recordará en el futuro: barba recortada, calvo, ojos expresivos y la típica boina vascongada. Al regresar a Madrid hace frecuentes excursiones a la sierra de Guadarrama y al monasterio de Santa María de El Paular. En una de esas excursiones a la sierra madrileña conoce a su amigo suizo, el hispanista, escritor y traductor de Friedrich Nietzsche al español Paul Schmitz y entra en contacto con las ideas del gran filósofo que impregnarán parte de su obra. A fines de 1900, invitados él y su entonces amigo Azorín por el periodista Julio Burell, visitan Toledo, que en su novela Camino de perfección aparecerá consignando además la excursión a El Paular y el personaje del suizo, tan importante para él, bajo el nombre de Schulze, y a quien hará decir lo siguiente:
Los españoles han resuelto todos esos problemas metafísicos y morales que nos preocupan a nosotros, los del Norte, en el fondo mucho menos civilizados que ustedes. Los han resuelto negándolos; es la única manera de resolverlos (Pío Baroja, Camino de perfección, cap. XIV).
Azorín, por su parte, recordará a Baroja con el nombre de Olaiz en su novela La voluntad, y dirá de él que «ha infundido entre los jóvenes intelectuales castellanos el amor al Greco». Con el viajero Ciro Bayo realizará también varias excursiones a Extremadura y hará también senderismo por Jutlandia en Dinamarca. Su activo vagabundeo por toda la Europa occidental (él se definió en Juventud, egolatría como «hombre humilde y errante») quedará reflejado en sus novelas; solo Europa del Este quedó al margen de su interés.
Sin embargo tampoco escapó a su curiosidad la propia España, que visitó periódicamente por medio de gran número de excursiones con diversos familiares, amigos y escritores. Las hizo casi siempre acompañado por sus hermanos Carmen y Ricardo, pero también por Ramiro de Maeztu, Azorín, Paul Schmitz e incluso José Ortega y Gasset en una ocasión en que recorrieron en automóvil gran parte del itinerario del general Gómez en su famosa expedición durante la primera guerra carlista; sobre ello redactará Baroja un interesante libro de viajes. Todos estos periplos a comienzos del siglo XX fecundaron su creatividad novelística y coinciden con su periodo literario más fértil: en él fue gestando, con su conocimiento de entornos y personas, los tipos, ambientes y paisajes que luego poblarán sus novelas.
El periplo de Baroja por Europa y España se extendió también a la misma ciudad de Madrid en que residió largos años; de sus impresiones quedan abundantes reflejos en toda su obra, pero sobre todo en la trilogía La lucha por la vida, un ancho fresco de los ambientes humildes y marginales de la capital. Fue, de hecho, una especie de segundo Galdós por su conocimiento de los rincones más recónditos de la capital de España, aunque, a diferencia del narrador canario, Baroja no experimenta complacencia o complicidad con aquello que refleja, sino que critica con acritud cuando tiene que hacerlo y solo a duras penas muestra su lirismo, tan intenso como escaso. Entre sus compañeros de paseo desgastaaceras (así se llamaban) fue el más frecuente Valle-Inclán, pues el mayor de sus amigos entonces, Azorín, no gustaba de andar. Las paradas en los bajos del café de Fornos de la calle de Alcalá eran frecuentes, al igual que en el Lyon d'Or. A sus tertulias solían ir los escritores y actores de teatro de la época.
A principios del siglo XX (1903) estuvo en Tánger como periodista corresponsal de prensa escrita de El Globo, impreso en Madrid. Viajó después por toda Europa (residió varias veces en París (1906) con su hermana Carmen y allí conoció a Corpus Barga y al bohemio Francisco Iribarne, alias «Ibarra» que lo sableó sin piedad. Estuvo algún tiempo en Londres (1906), y pasó por Italia (en Roma estuvo en 1907), Bélgica, Suiza, Alemania, Noruega, Países Bajos y Dinamarca. En 1902 se establece la familia en la casa de la calle Juan Álvarez Mendizábal del novísimo barrio de Argüelles. La casa era un antiguo hotel que necesitaba numerosas reformas y allí estuvieron viviendo hasta que falleció el padre en 1912 y se casó su hermana Carmen. La casa estaba llena de los gatos a que era aficionada la madre. Desde 1912 los veranos los pasaban en Vera de Bidasoa.

#### Primeras novelas
En 1900 publicó su primer libro, una recopilación de cuentos titulada Vidas sombrías, la mayoría compuestos en Cestona sobre gentes de esa región y sus propias experiencias como médico. En esta obra se encuentran en germen todas las obsesiones que reflejó en su novelística posterior. El libro fue muy leído y comentado por prestigiosos escritores como Miguel de Unamuno, quien se entusiasmó con él y quiso conocer al autor; por su amigo Azorín también y por Benito Pérez Galdós. Siempre negó la existencia de la «Generación del 98» por considerar que carecían sus pretendidos componentes de las necesarias afinidades y similitudes. En ese mismo año publica la que será su primera novela: La casa de Aizgorri, iniciando así su carrera como escritor y ensayista.

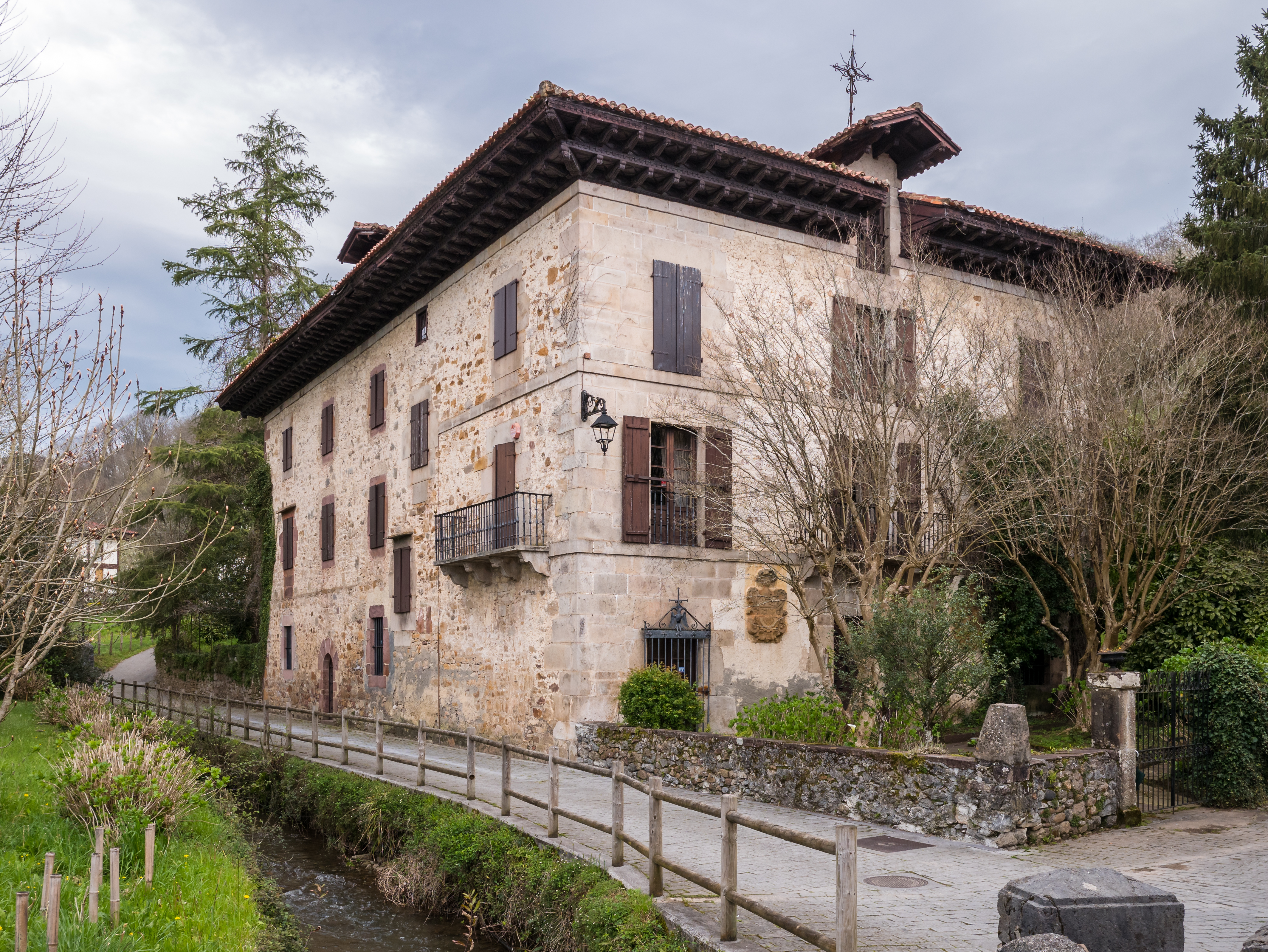
Caserío Itzea propiedad de los Baroja en Vera de Bidasoa, Navarra.

Como bibliófilo aficionado frecuentador de librerías de viejo, de la cuesta de Moyano y de los bouquinistes a la orilla del Sena en París, fue acumulando Baroja una biblioteca especializada en ocultismo, brujería e historia del siglo XIX que fue instalando en un viejo caserío del siglo XVII destartalado (pero de magnífica construcción), que compró en Vera de Bidasoa y restauró paulatinamente y con gran gusto, convirtiéndolo en el famoso caserío de «Itzea», donde pasaba los veranos con su familia, que se instaló en Vera del Bidasoa, aunque no en el caserío inhabitable por el momento, sino en un piso alquilado, donde falleció el 15 de julio de 1912 su padre Serafín Baroja cuando las obras de la restauración del caserío aún no habían comenzado. Tras la muerte del padre y las bodas de su hermano y hermana, Pío y su madre se quedaron solos en el caserón.
Su principal aporte a la literatura, como él mismo confiesa en Desde la última vuelta del camino (sus memorias compendiadas, Ed. Tusquets, 2006), es la observación y valoración objetiva, documental y psicológica de la realidad que le rodeó. Tenía conciencia de ser persona dotada de una especial agudeza psicológica a la hora de conocer a las personas; es un mito su pretendida misoginia, habiendo descrito numerosos personajes femeninos encantadores o sin denigración alguna hacia éstos, más bien al contrario, se mostró un observador imparcial de la mujer con sus virtudes y defectos y creó entrañables caracteres femeninos como el de Lulú en El árbol de la ciencia. Por demás, en su descripción de los personajes asoman a veces ciertos prejuicios raciales derivados de sus lecturas como médico de las teorías frenológicas de Cesare Lombroso, con cierto toque antropológico que derivaba de sus conversaciones con su propio sobrino, el antropólogo Julio Caro Baroja, quien fue en su juventud ayudante suyo y residió largas temporadas en Itzea.
En sus novelas reflejó una original filosofía realista, producto de la observación psicológica y objetiva («Ver en lo que es», como decía Stendhal, a quien cita en Juventud, egolatría, junto a Dostoievski como una de sus fuentes a la hora de diseñar psicologías), impregnada además con el profundo pesimismo de Arthur Schopenhauer, pero que predicaba en alguna forma una especie de redención por la acción, en la línea de Friedrich Nietzsche: de ahí los personajes aventureros y vitalistas que inundan la mayor parte de sus novelas, pero también los más escasos abúlicos y desengañados, como el Andrés Hurtado de El árbol de la ciencia o el Fernando Ossorio de Camino de perfección (pasión mística), dos de sus novelas más acabadas. Fuera de esto, su mundo literario bebió de las numerosas lecturas de folletines y libros decimonónicos de aventuras que marcaron profundamente su juventud en el Madrid bohemio y de género chico de comienzos de siglo XX.
Escribe la realidad política de estos primeros años del siglo XX dedicando especial atención a las ideas anarquistas que siempre salpican su obra. Dedicada a los esfuerzos ácratas versa su novela Aurora Roja, perteneciente a La lucha por la vida. En El cabo de las tormentas describe el asesinato del cardenal Juan Soldevila. En su novela La familia de Errotacho describe la euforia del exilio y hace un retrato de Francisco Ascaso.

#### Actividad política

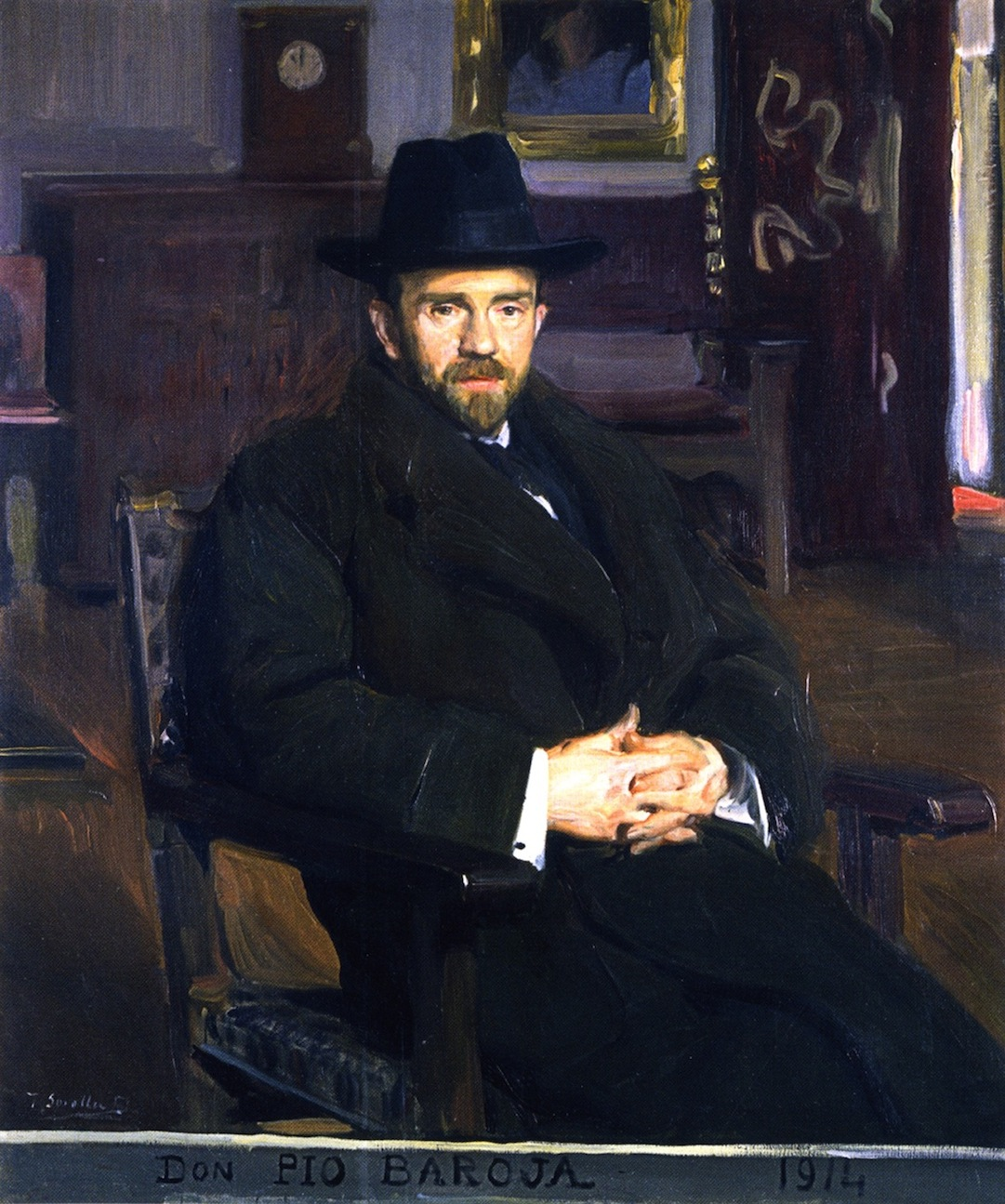
Retratado por Sorolla en 1914. Hispanic Society of America, Nueva York.

La vida política de Baroja acusa una gran incoherencia, al igual que otros aspectos de la vida del escritor, pero al cabo se deja ver una evolución hacia el conservadurismo similar a la de otros autores de la llamada generación del 98 como Azorín o Miguel de Unamuno (pero no como Antonio Machado o Ramón María del Valle-Inclán). Los periodos anarquistas y republicanos se localizan al principio de su trayectoria, y los totalitarios al final. Todos ellos quedaron reflejados en la obra periodística de Baroja. En 1933 visita a Buenaventura Durruti y otros militantes anarquistas en la cárcel de Sevilla tras lo cual escribe: "Al salir de la cárcel pensaba: -¡Quién sabe si lo que propugnan estos hombres en vez de ser lo utópico del futuro, sea en Andalucía algo ancestral y tradicional!".
Consiguió librarse del servicio militar de la manera que cuenta en Juventud egolatría. En una primera etapa de bohemia madrileña tuvo contacto con anarquistas españoles como Mateo Morral, del que inspirado en su atentado contra Alfonso XIII trazó una trilogía, La raza. Igualmente tuvo contacto con anarquistas durante su estancia en Londres. Se alineó después con el Partido Republicano Radical (PRR) de Alejandro Lerroux. Participó activamente en campañas electorales, dando discursos en Barcelona. Impulsado por Azorín, hizo intento de entrar en política durante las elecciones generales de España de 1914, presentándose de concejal en Madrid y de diputado por Fraga, pero fracasó. Al acercarse Azorín al partido de Antonio Maura, rompió su antigua amistad con él. El gobierno del Partido Liberal-Conservador de Eduardo Dato le era desagradable.
El 23 de septiembre de 1923 se produce el golpe de Estado de Primo de Rivera y Baroja no parece interesarse por el acontecimiento. Al poco tiempo da una conferencia en el Ateneo de San Sebastián en la que arremete contra la democracia liberal, a pesar de ello, no abandonó jamás sus convicciones anticlericales. Curiosamente, fue cofundador el 11 de febrero de 1933 de la Asociación de Amigos de la Unión Soviética junto con otros autores no marxistas como Concha Espina y Jacinto Benavente, que luego se adherirán al régimen franquista. En una entrevista realizada por Juan Aparicio López en la revista jonsista La Conquista del Estado, fundada por Ramiro Ledesma Ramos, critica el advenimiento de la Segunda República.
El 13 de mayo de 1935 fue admitido en la Real Academia Española; presidía el acto de recepción del nuevo académico el presidente de la República, Niceto Alcalá-Zamora. En el acto, Baroja dio lectura a su discurso de ingreso, titulado "Formación psicológica de un escritor", de hora y cuarto de duración. Tras el discurso, Alcalá-Zamora dio la palabra al doctor Marañón, quien contestó al nuevo académico. Al final, el presidente de la República colocó la medalla de académico a Baroja, entre ovaciones del público.
El 7 de septiembre de 1935 en su casa de Vera falleció Carmen Nessi, la madre de Baroja.
En 1938, durante la Guerra Civil, la vallisoletana Editorial Reconquista publicó Comunistas, judíos y demás ralea (1938), una selección de textos de Baroja no editada directamente por él, reivindicando posturas antisemitas, antiparlamentarias, antidemocráticas y anticomunistas, y con un prólogo de Ernesto Giménez Caballero donde denominó al autor como «precursor español del fascismo».Pío Baroja publicaría Ayer y hoy en 1939. El pensamiento de Baroja durante este periodo queda cristalizado en tres novelas donde la acción transcurre, en parte o totalmente, durante la guerra civil española.

### Guerra civil: exilio intermitente
Prefería el clima, luz, paisaje y vegetación del norte de España, por eso eligió Navarra para veranear en 1936. El 22 de julio de 1936 fue arrestado por fuerzas carlistas (requetés) que se dirigían desde Pamplona a Guipúzcoa y le retienen en el pueblo vecino de Santesteban; esta experiencia lo asustó bastante. Es liberado de la cárcel municipal por mediación de Carlos Martínez de Campos y Serrano, duque de la Torre (años más tarde preceptor del príncipe de España, Juan Carlos). Al regresar de nuevo a Vera, Baroja decide evitar problemas y marcharse a pie a la cercana frontera con Francia. Tras cruzar la frontera con Francia en un automóvil se establece inicialmente en San Juan de Luz y posteriormente en París, en el Colegio de España de la Ciudad Universitaria, gracias a la hospitalidad que le ofreció el director de dicho colegio, el Sr. Establier (hospitalidad que le fue agriamente reprochada al director por el entonces embajador de la República en Francia, Luis Araquistáin, que personalmente y a través de su esposa hizo repetidas gestiones ante el director Establier para que expulsase a Baroja de su alojamiento, gestiones que no dieron resultado).
A través de Manuel García Morente, la tropas sublevadas proporcionan a Baroja un salvoconducto para acceder al territorio español bajo su dominio. El 13 de septiembre de 1937, tras un año de exilio regresa a España, cruza el puente internacional de Irún. Vive en la casa de Vera y se deja ver poco. En enero de 1938, lo invitan a Salamanca para jurar como miembro del recién creado Instituto de España y para gestionar la publicación de artículos periodísticos muy críticos con la República en general y con los políticos republicanos (como el conocido «Una explicación», publicado en el Diario de Navarra, 1-IX-1936).
Regresa a París, e inicia una serie de viajes de ida y regreso a España hasta el final de la guerra. A medida que se acercaba el año 1939, en París se anuncia la proximidad de la Segunda Guerra Mundial. Regresó a España definitivamente en junio de 1940. Ese mismo año regresa a un Madrid de posguerra. En La soledad de Pío Baroja (1953), Pío Caro relata la vida de la familia en el periodo que va desde 1940 a 1950.

### Posguerra

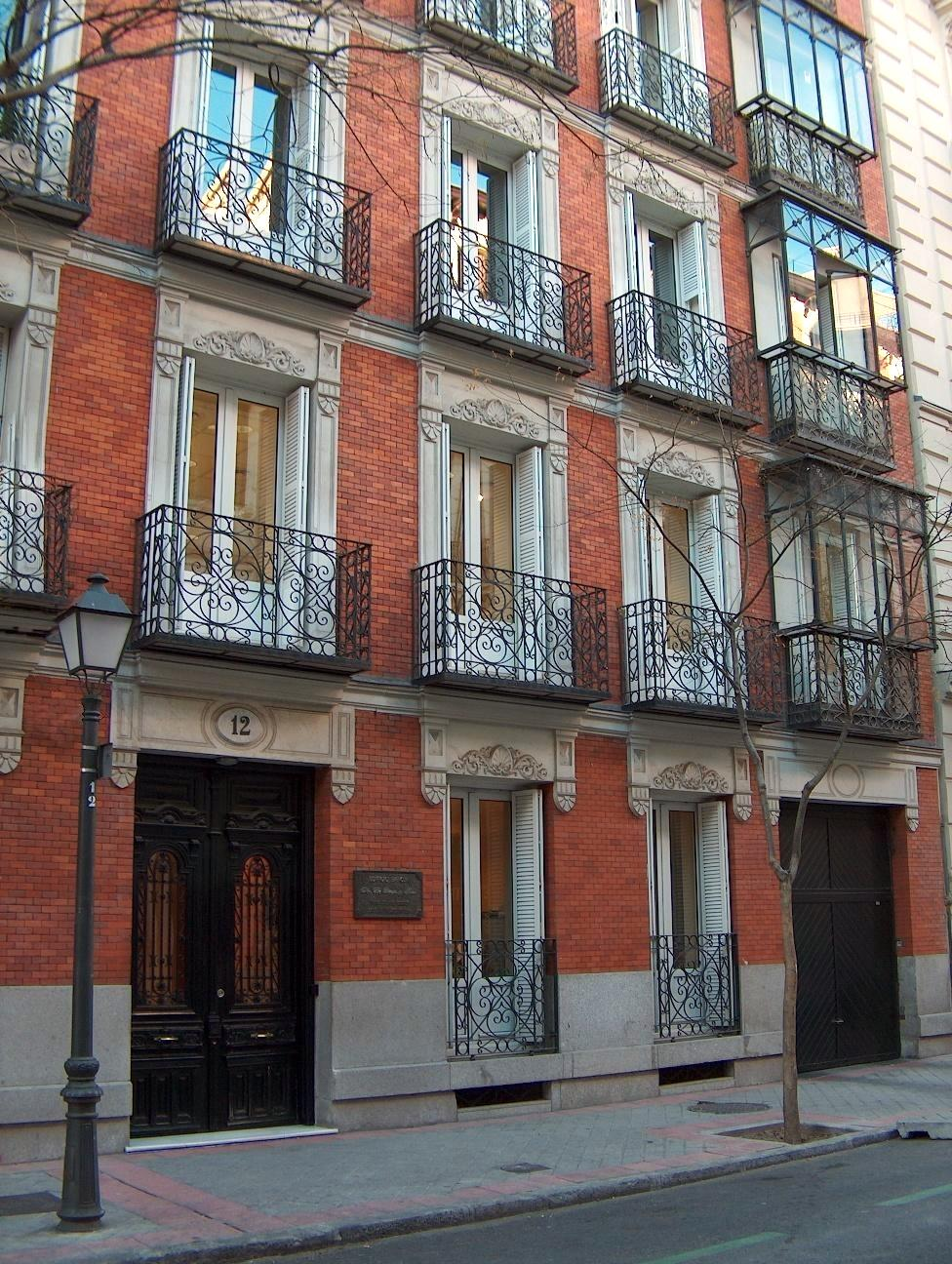
Número 12 de calle de Ruiz de Alarcón, su último domicilio en Madrid. Existe una placa recordando este hecho.

De algún modo, su mejor literatura termina con la guerra, salvo la composición de sus memorias Desde la última vuelta del camino, uno de los mejores ejemplos de autobiografía en lengua castellana. Terminada la Guerra Civil, residió todavía una corta época en Francia y se estableció más tarde definitivamente entre Madrid y Vera de Bidasoa. Siguió escribiendo y publicando novelas, sus Memorias (que alcanzaron gran éxito) y una edición de sus Obras completas. Sufrió algunos problemas con la censura, que no le permitió publicar su novela sobre la Guerra Civil, Miserias de la guerra, ni su continuación, Los caprichos de la suerte. La primera fue publicada en 2006, en edición del escritor Miguel Sánchez-Ostiz, precedida, entre otros títulos, por Libertad frente a sumisión en 2001. Sostuvo en su domicilio de Madrid una tertulia de sesgo escéptico (en la cual participaban diversas personalidades, entre ellas novelistas como Camilo José Cela, Juan Benet y otros).
Su hotelito de la calle Mendizábal —paralela a la calle de la Princesa, cerca de la plaza de España— fue destruido por una bomba del bando sublevado durante la Guerra Civil, por lo que se perdieron muchísimos documentos de valor que allí tenía archivados. Tras el fin de la contienda, se mudó a la calle Ruiz de Alarcón, cerca de la Bolsa.

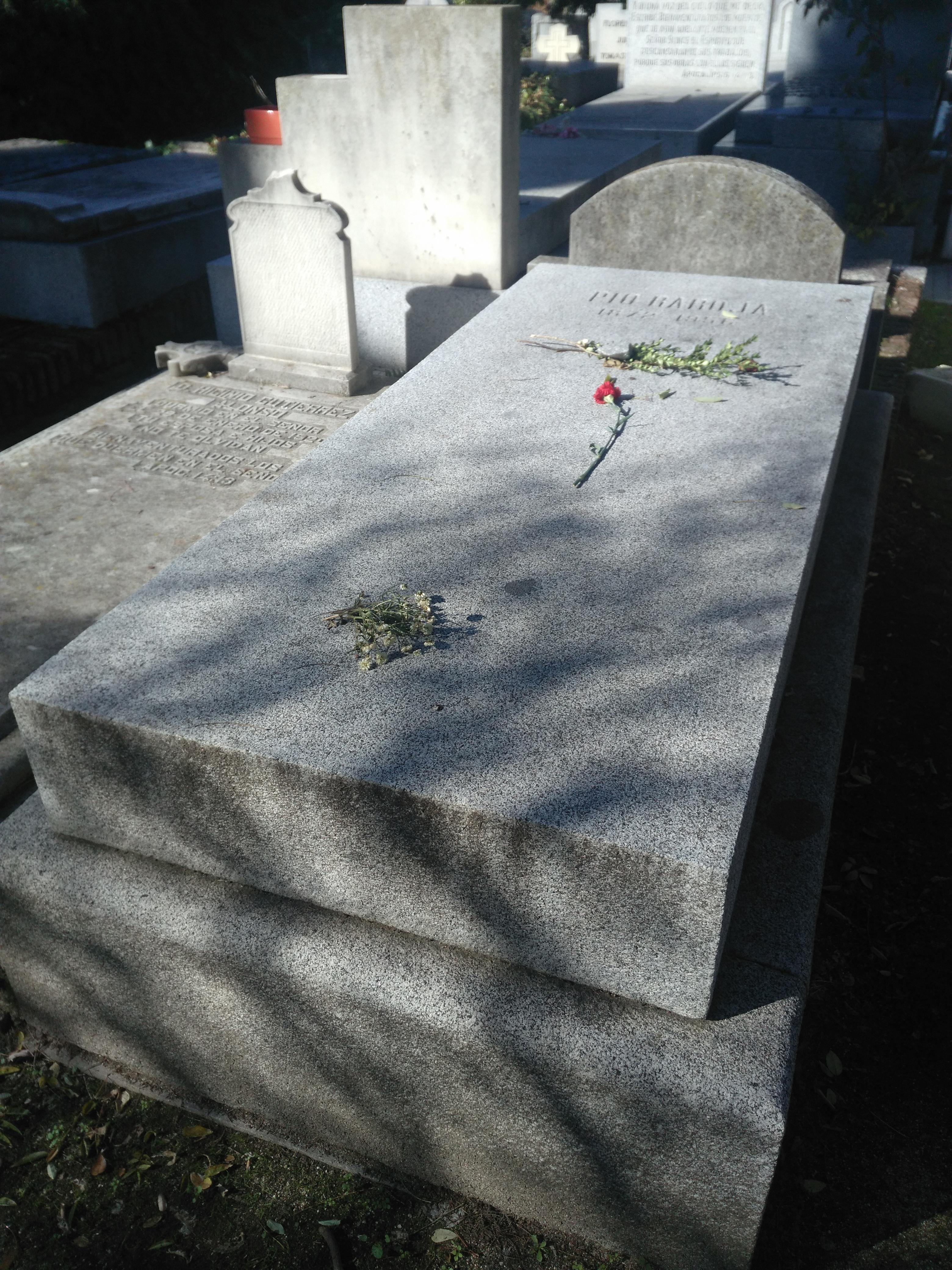
Tumba de Baroja en el cementerio civil de Madrid.

Toda su vida fue un gran andarín, habiendo paseado por Madrid y todos sus alrededores en su juventud, como queda reflejado en su trilogía La lucha por la vida (La busca, Mala hierba y Aurora roja). En sus últimos años fue un gran paseante por el parque del Buen Retiro madrileño, de forma que se le levantó allí la estatua que guarda su memoria (cruce con la Cuesta de Moyano y Alfonso XII). Nunca estuvo casado y no dejó descendencia.
Su hermana Carmen murió en 1949 y su hermano Ricardo en 1953. Afectado poco a poco por la arterioesclerosis, murió en 1956 y fue enterrado en el Cementerio Civil de Madrid (junto al de La Almudena) como ateo, con gran escándalo de la España oficial, a pesar de las presiones que recibió su sobrino, el antropólogo Julio Caro Baroja, para que renunciase a la voluntad de su tío. Ello no obstante, el entonces ministro de Educación Nacional, Jesús Rubio García-Mina, asistió en su calidad de tal al entierro. Su ataúd fue llevado a hombros por Camilo José Cela y Miguel Pérez Ferrero, entre otros. Ernest Hemingway asistió al sepelio y John Dos Passos declaró su admiración y su deuda con el escritor.
Entre los biógrafos de Pío Baroja y algunos familiares aún existen controversias sobre diversos aspectos de su personalidad y de su obra.

## Obras
Baroja cultivó preferentemente el género narrativo, pero se acercó también con frecuencia al ensayo, y más ocasionalmente al teatro, la lírica (Canciones del suburbio) y la biografía. Existe una contribución de Pío al libreto de una opereta escrita por el músico Pablo Sorozábal titulada: Adiós a la bohemia (estrenada en el Calderón en 1933).

### Obra narrativa
El propio autor agrupó sus novelas, un poco arbitrariamente, en nueve trilogías y dos tetralogías, aunque es difícil distinguir en algunas de ellas qué elementos pueden tener en común: Tierra vasca, La lucha por la vida, El pasado, El mar, La raza, Las ciudades, Agonías de nuestro tiempo, La selva oscura, La juventud perdida y La vida fantástica. Saturnales pertenece en su temática a la Guerra civil y permaneció inédita a causa de la censura franquista, publicándose las dos últimas novelas de la serie en el siglo XXI.
- Tierra vasca es una tetralogía que agrupa La casa de Aizgorri (1900), El mayorazgo de Labraz (1903), Zalacaín el aventurero (1908) y La leyenda de Jaun de Alzate (1922).[38]
- La vida fantástica está formada por Aventuras, inventos y mixtificaciones de Silvestre Paradox (1901), Camino de perfección (pasión mística) (1902) y Paradox rey (1906).
- La lucha por la vida integra La busca (1904), Mala hierba (1904) y Aurora roja (1904).
- El pasado consta de La feria de los discretos (1905), Los últimos románticos (1906) y Las tragedias grotescas (1907).
- La raza está formada por La dama errante (1908), La ciudad de la niebla (1909) y El árbol de la ciencia (1911).
- Las ciudades agrupa a César o nada (1910); El mundo es ansí (1912) y La sensualidad pervertida: ensayos amorosos de un hombre ingenuo en una época de decadencia (1920).
- El mar es su segunda tetralogía: acoge Las inquietudes de Shanti Andía (1911); El laberinto de las sirenas (1923); Los pilotos de altura (1929) y La estrella del capitán Chimista (1930).
- Agonías de nuestro tiempo recoge El gran torbellino del mundo (1926); Las veleidades de la fortuna (1927) y Los amores tardíos (1926).
- La selva oscura incorpora La familia de Errotacho (1932); El cabo de las tormentas (1932) y Los visionarios (1932).
- La juventud perdida reúne Las noches del Buen Retiro (1934); El cura de Monleón (1936) y Locuras de carnaval (1937).
- Saturnales, la última, agrupa a El cantor vagabundo (1950); Miserias de la guerra (2006) y Los caprichos de la suerte (2015).[39]

Una serie de novelas de la última etapa de la vida del escritor no fue recogida en trilogías y se las suele llamar «novelas sueltas» porque el autor no llegó a escribir las que faltaban por causa de la vejez y la censura (especialmente en las que trataban la Guerra Civil) principalmente: Susana y los cazadores de moscas (1938), Laura o la soledad sin remedio (1939), Ayer y hoy (publicada en Chile en 1939), El caballero de Erlaiz (1943), El puente de las ánimas (1944), El hotel del Cisne (1946) y El cantor vagabundo (1950).
El hotel del Cisne sería la primera pieza de otra inconclusa trilogía que llevaría por nombre Días aciagos. En cuanto a Saturnales, trilogía sobre la Guerra civil, llegó a escribirla entera, pero la censura franquista impidió la publicación de dos de las novelas que la integraban; la llegada de la democracia posibilitó que se imprimieran; son Miserias de la guerra (2006), y Los caprichos de la suerte (2015).

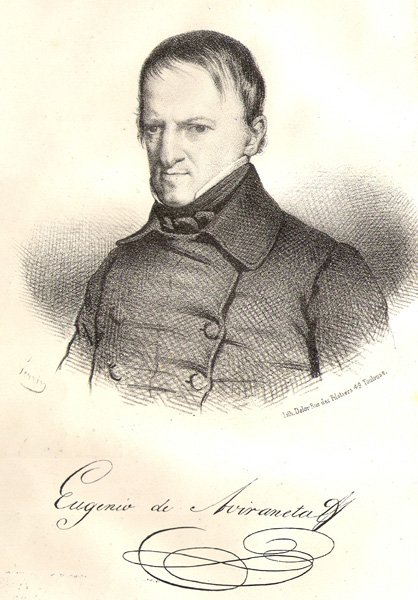
Eugenio de Aviraneta en una litografía de 1841, protagonista de las veintidós novelas históricas agrupadas en la serie Memorias de un hombre de acción.

Entre 1913 y 1935 aparecieron los veintidós volúmenes de una larga novela histórica, Memorias de un hombre de acción, basada en la vida de un antepasado suyo, el conspirador y aventurero liberal y masón Eugenio de Aviraneta (1792-1872), a través del cual refleja los acontecimientos más importantes de la historia española del siglo XIX, desde la Guerra de la Independencia hasta la regencia de María Cristina, pasando por el turbulento reinado de Fernando VII. Constituye una amplia serie de novelas históricas comparable a los Episodios nacionales de Benito Pérez Galdós y aproximadamente sobre el mismo periodo histórico, aunque el escritor canario escribió casi el doble de novelas que el escritor vasco y Baroja se documentó con tanto rigor como el propio Galdós, aunque su estilo es mucho más impresionista. Son las siguientes: El aprendiz de conspirador (1913), El escuadrón del «Brigante» (1913), Los caminos del mundo (1914), Con la pluma y con el sable (1915), que narra el período en que Aviraneta fue regidor de Aranda de Duero, Los recursos de la astucia (1915), La ruta del aventurero (1916), Los contrastes de la vida (1920), La veleta de Gastizar (1918), Los caudillos de 1830 (1918), La Isabelina (1919), El sabor de la venganza (1921), Las furias (1921), El amor, el dandysmo y la intriga (1922), Las figuras de cera (1924), La nave de los locos (1925, en cuyo prólogo se defiende de las críticas hacia su forma de novelar vertidas por José Ortega y Gasset en El Espectador), Las mascaradas sangrientas (1927), Humano enigma (1928), La senda dolorosa (1928), Los confidentes audaces (1930), La venta de Mirambel (1931), Crónica escandalosa (1935) y Desde el principio hasta el fin (1935).
En 1938 publicó en la editorial Reconquista Comunistas, judíos y demás ralea, libro formado por fragmentos de obras y artículos de Baroja anteriores a 1936, pero también contemporáneos a la Guerra civil, donde se muestra hostil a la democracia y a la política en general.
Baroja publicó también cuentos, recogidos al principio en Vidas sombrías (1900) y después en Idilios vascos (1902). Asimismo, fue un asiduo del género memorialístico y autobiográfico (Juventud, egolatría, 1917 y los ocho volúmenes Desde la última vuelta del camino, compuestos por El escritor según él y según los críticos, 1944; Familia, infancia y juventud, 1945, Final de siglo XIX y principios del XX, 1946; Galería de tipos de la época, 1947; La intuición y el estilo, 1948; Reportajes, 1948; Bagatelas de otoño, 1949; y La Guerra civil en la frontera, 2005). Además redactó un par de biografías: Juan van Halen, el oficial aventurero (1933) y Aviraneta o la vida de un conspirador (1931); ensayos como El tablado de Arlequín (1904), La caverna del humorismo (1919), Momentum catastrophicum (contra el nacionalismo vasco), Divagaciones apasionadas (1924), Las horas solitarias (1918), Intermedios. Vitrina pintoresca (1935), Rapsodias. Pequeños ensayos, El diablo a bajo precio, Ciudades de Italia, La obra de Pello Yarza y otras cosas, Artículos periodísticos y algunas obras dramáticas: Nocturnos del hermano Beltrán, Todo acaba bien... a veces, Arlequín, mancebo de botica, Chinchín, comediante y El horroroso crimen de Peñaranda del Campo.

### Técnicas narrativas y estilo
El Baroja narrador creía insuficiente el arte para reflejar lo que a él más le importaba: la verdad de la vida; su reflejo literario, si de veras era sincero, debía despertar la misma insatisfacción que provocaba la propia vida. Por eso, como Miguel de Unamuno, tenía una idea viva y proteica de lo que era la novela:

¿Hay un tipo único de novela? Yo creo que no. La novela, hoy por hoy, es un género multiforme, proteico, en formación, en fermentación; lo abarca todo: el libro filosófico, el libro psicológico, la aventura, la utopía, lo épico; todo absolutamente. Pensar que para tan inmensa variedad puede haber un molde único me parece dar una prueba de doctrinarismo, de dogmatismo. Si la novela fuera un género bien definido, como es un soneto, tendría una técnica también bien definida.
Pío Baroja, «Prólogo casi doctrinal sobre la novela»

Sin embargo, sus estructuras eran mucho menos concentradas que las del filósofo vasco y poseen una personalidad propia, un modo de ser como el suyo. Y en el «Prólogo casi doctrinal sobre la novela» que antepuso a su La nave de los locos respondió a las ideas que sobre su narrativa había esbozado José Ortega y Gasset. Su idea de la novela era abierta, polifónica, permeable y fragmentaria, pues la consideraba un fluir en sucesión:

La novela, en general, es como la corriente de la Historia: no tiene ni principio ni fin; empieza y acaba donde se quiera. Algo parecido le ocurría al poema épico. A Don Quijote y a la Odisea, al Romancero o a Pickwick, sus respectivos autores podían lo mismo añadirles que quitarles capítulos. Claro que hay gente hábil que sabe poner diques a esa corriente de la Historia, detenerla y embalsarla y hacer estanques como el del Retiro. A algunos les agrada esa limitación; a otros nos cansa y nos fastidia.

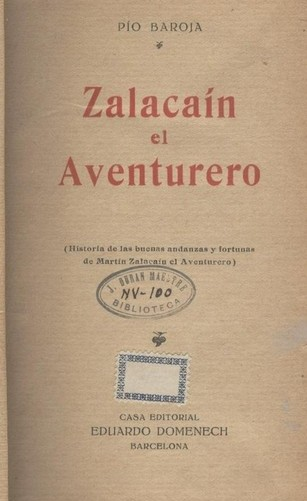
Zalacaín el aventurero (1908)

Su composición debe ser heterogénea («la novela es un saco en que cabe todo»). Conformaba sus obras como una serie de episodios dispersos, unidos muchas veces por la presencia de un personaje conductor central en medio de cientos de personajes episódicos o secundarios, o por una serie de personajes conductores que se suceden, como en El laberinto de las sirenas. La mayor parte de los personajes barojianos son seres inadaptados o antihéroes que se oponen al ambiente y a la sociedad en la que viven, pero, impotentes e incapaces de demostrar energía suficiente para llevar lejos su lucha, acaban frustrados, vencidos y destruidos, en ocasiones físicamente, en muchas otras moralmente, y, en consecuencia, condenados a someterse al sistema que han rechazado. Así ocurre con sus personajes más famosos: el Andrés Hurtado de El árbol de la ciencia, que se suicida; el Fernando Ossorio de Camino de perfección, incapaz de ver que la sociedad se impone a sus vanas ilusiones; el César Moncada de César o nada, que ve destruidos todos sus esfuerzos de político progresista al abandonar apenas un momento la lucha para ocuparse de sí mismo, o el Martín Zalacaín de Zalacaín el aventurero, asesinado por la familia rival, los Obando, o Manuel, protagonista de La lucha por la vida, que se ve una y otra vez arrojado a los mismos barrios bajos miserables. En cuanto a la caracterización de sus personajes, que Baroja llama «muñecos», opta por que se vayan reflejando mediante sus propios actos o mediante las observaciones del propio narrador, pues aborrece absolutamente el monólogo interior:

Me reprochan [...] que la psicología de Aviraneta y de los demás personajes míos no es clara ni suficiente, ni deja huella. Yo no sé si mis personajes tienen valor o no lo tienen, si se quedan o no en la memoria. Supongo que no, porque habiendo habido tanto novelista célebre en el siglo XIX que no ha llegado a dejar tipos claros y bien definidos, no voy a tener yo la pretensión de conseguir lo que ellos no han logrado
«Prólogo casi doctrinal sobre la novela»

Al respecto, tras examinar las virtudes de grandes psicólogos de personajes como Stendhal y Dostoievski, Baroja concluye que es imposible crear caracteres sin incurrir en contradicciones, cuando a él lo único que le obsesiona es la sinceridad y la verdad: profundizar en los caracteres determina siempre en la narrativa una propensión a la patología, por lo que no es raro que muchos personajes, si se profundiza en ellos, terminen por aparecer raros o perturbados, como muchos en sus novelas.
El escepticismo barojiano, su idea schopenhaueriana de un mundo que carece de sentido, su falta de fe en el ser humano le llevan a rechazar cualquier posible solución vital, ya sea religiosa, política o filosófica y, por otro lado, le conducen a un marcado individualismo pesimista, y no por ello anarquizante. A menudo se ha reprochado a Baroja su descuido en la forma de escribir. Eso se debe a su tendencia antirretórica, pues rechazaba los largos y laberínticos periodos de los prolijos narradores del realismo, actitud que compartió con otros contemporáneos suyos, así como el afán de crear lo que denomina una «retórica de tono menor», caracterizada por:
- Empleo del período corto, de escasa subordinación compleja y lejano a toda impostación y academicismo.
- Sencillez y economía expresiva: «El escritor que con menos palabras da una sensación es el mejor».
- Impresionismo descriptivo: selecciona los rasgos significativos en vez de reproducir fotográficamente todos los detalles como es característico de los minuciosos y documentados narradores del realismo.
- Tono agrio, selección de un léxico que degrada la realidad a tono con la actitud pesimista del autor.
- Breves ensayos en que el autor expone algunas de sus ideas e intensos intermedios líricos.
- Tempo narrativo rápido, un cronotopo dilatado: el espacio y el tiempo de sus obras es poco concentrado y a veces abarca toda una vida o incluso varias generaciones, como en El laberinto de las sirenas.
- Atomización de la estructura novelística en capítulos muy cortos (probablemente por influjo de la novela por entregas que leyó en su juventud) y con gran abundancia de personajes secundarios, en forma que anuncia ya algunas veces el personaje o protagonista colectivo de novelas posteriores como La colmena de Camilo José Cela.
- Diálogos respetuosos con la oralidad y la naturalidad.
- Deseo de exactitud y precisión, rasgos estilísticos que confieren la amenidad, el dinamismo y la sensación de naturalidad y vida que el escritor pretendía para sus novelas.

Pío Baroja utilizó a veces un tipo de novela formada esencialmente por diálogos, como en La casa de Aizgorri, Paradox, rey y El nocturno del hermano Beltrán.

### Obras teatrales
El acercamiento de Baroja al mundo teatral estuvo marcado de dudas. No albergaba demasiadas esperanzas de ser representado a causa de las muchas exigencias de los empresarios teatrales. Uno de sus primeros intentos corresponde a su obra más temprana, La casa de Aizgorri (1900). Sin embargo, parece que le interesó siempre el teatro y cuanto lo rodeaba desde que empezó su vida como escritor: durante un tiempo escribió crítica literaria en el El Globo y llegó a participar incluso como actor esporádico en algunas obras de la época y en filmes que adaptaban sus obras. Aparte de algunas novelas dialogadas de su primera época, dejó seis piezas teatrales, un conjunto algo heterogéneo:
- La leyenda de Jaun de Alzate (leyenda vasca puesta en escena), 1922
- Arlequín, mancebo de botica, sainete
- Chinchín comediante
- El horroroso crimen de Peñaranda del Campo, que el autor calificó de «farsa villanesca»
- El nocturno del hermano Beltrán
- Todo acaba bien... a veces, concluida en 1937 en París.

Cabe destacar también su colaboración con el cine en las dos adaptaciones de su novela Zalacaín el aventurero. En la versión de finales de los años veinte de Francisco Camacho, él mismo interpreta el papel de carlista. En la de Juan de Orduña de los cincuenta, hace de sí mismo junto con el propio director, que va a visitarle como prólogo a la historia. Si bien no era mucha su afición al teatro ni a los espectáculos populares, adaptó su obra teatral Adiós a la bohemia y compuso el libreto para la ópera chica homónima con música del compositor Pablo Sorozábal estrenada en 1933 en Madrid.

### Material periodístico
Baroja nació en el seno de una familia de periodistas y sus abuelos fueron impresores y editores. Es más, su padre Serafín era colaborador de diversos periódicos de San Sebastián. Sus primeros trabajos literarios los realizó Baroja precisamente escribiendo pequeños artículos en periódicos y a lo largo de su vida surtió una abundante y constante creación de materia periodística que ha sido objeto de profundos estudios. Baroja escribe en Ahora, El Liberal, en La Justicia, en El Imparcial, todos diarios madrileños, pero también en periódicos como el Mercantil Valenciano y El País e históricos periódicos donostiarras como La Unión Liberal, La Voz de Guipúzcoa y El Pueblo Vasco. Escribe en revistas finiseculares como Germinal, Revista Nueva, La Vida Literaria, Alma Española y Juventud, prosiguiendo luego en La Lectura y España.
A los diecisiete años de edad escribe sobre literatura rusa en La Unión Liberal de San Sebastián, periódico de corte monárquico. A veces lo hace empleando pseudónimos: «Doctor Tirteafuera» (como hizo Dionisio Pérez Gutiérrez), «Pío Quinto», «Juan Gualberto Nessy», etc. Fue también corresponsal de guerra. Y, durante su estancia en París en plena Guerra civil española, tuvo que colaborar activamente para ganarse la vida y escribió en La Nación de Buenos Aires desde fines de 1936 hasta mediados de 1940. En su primera etapa como periodista escribió artículos al alimón con su hermano Darío y, tras su regreso a España y ya anciano, colaboró en Granada Gráfica, El Norte de Castilla y Heraldo de Aragón, así como en otros muchos a que no puede bastar cuenta cierta.
El primer periódico donde probó a escribir fue El Ideal, propiedad del comandante Prieto; se trataba de un periódico de corte republicano y lo hizo sin firmar. Tras este breve intento periodístico pasó a colaborar en La Justicia de Nicolás Salmerón. Las colaboraciones en El Globo marcan un hito en la carrera literaria de Baroja. Fundó en 1915 la revista España, algunos de cuyos colaboradores llegaron a ser ministros y cargos públicos durante la Segunda República.

## Adaptaciones al cine
En 1947 se estrenó Las inquietudes de Shanti Andía, dirigida por Arturo Ruiz Castillo. 
En 1955, el director Juan de Orduña adaptó Zalacaín el aventurero.
En 1966,  se estrenó La Busca, dirigida por Angelino Fons.

## Homenajes y reconocimientos

Monumento a Baroja en la Cuesta de Moyano de Madrid.

Ya durante su vida pudo ver Baroja traducir sus novelas a otros idiomas y su figura era ya popular a comienzos del siglo XX. Se dio su nombre a una serie de monumentos, plazas, calles, colegios, como el CEIP Pío Baroja (Móstoles).

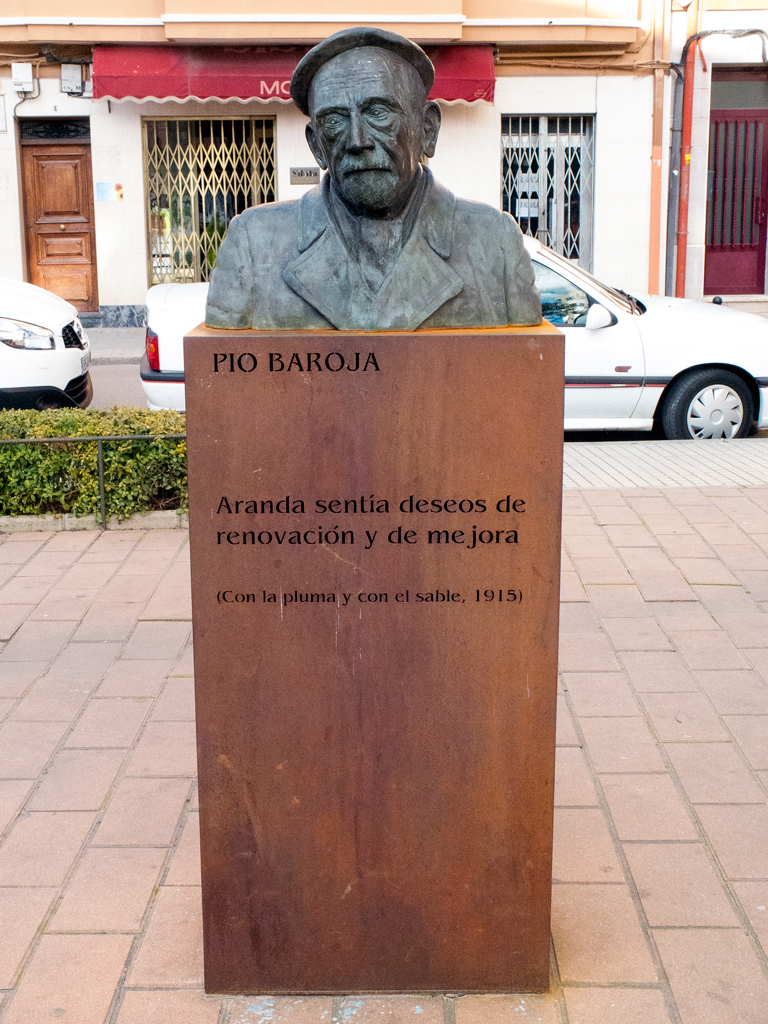
Monumento a Baroja en Aranda de Duero (Burgos).

En Madrid, entre la calle Alfonso XII que va desde el monumento al Ángel Caído y la Cuesta de Moyano, hay una figura en cuerpo entero de bronce que reproduce la estampa de Pío Baroja, obra de Federico Coullaut-Valera. Fue inaugurada por el alcalde Enrique Tierno Galván el 17 de marzo de 1980 con asistencia de los sobrinos de Baroja. En el pedestal puede leerse: «De Madrid a Pío». Placas conmemorativas de su estancia en Madrid pueden encontrarse en la calle Misericordia (junto a la plaza de Celenque).
Bilbao dedica una plaza a su memoria y da nombre a una de las estaciones del tranvía que para cerca de ella: Estación de Pío Baroja (tranvía de Bilbao).
En 12 de mayo de 1935 fue admitido en la Real Academia Española con el discurso titulado La formación psicológica de un escritor contestado por Gregorio Marañón. En él se define como un escritor de calle, sin formación en el lenguaje; fue este acaso el único honor oficial que se le dispensó. Posteriormente algunos académicos entrarían en la Academia con discursos relativos a la obra de Baroja. Se celebró en la Real Academia de la Historia el centenario de su nacimiento publicando artículos en su Boletín sobre la historicidad de la novela barojiana.